# プライムタイム・エミー賞
プライムタイム・エミー賞（プライムタイム・エミーしょう、Primetime Emmy Awards）は、アメリカ合衆国で夜間のプライムタイムに放送された優れたテレビドラマやバラエティ番組を表彰する賞である。
エミー賞はテレビ業界全体を対象とした賞のため多くの賞があるが、単に「エミー賞」という場合は通常、この「プライムタイム・エミー賞」のことを指す。毎年9月に授賞式が行われている。

## 概要

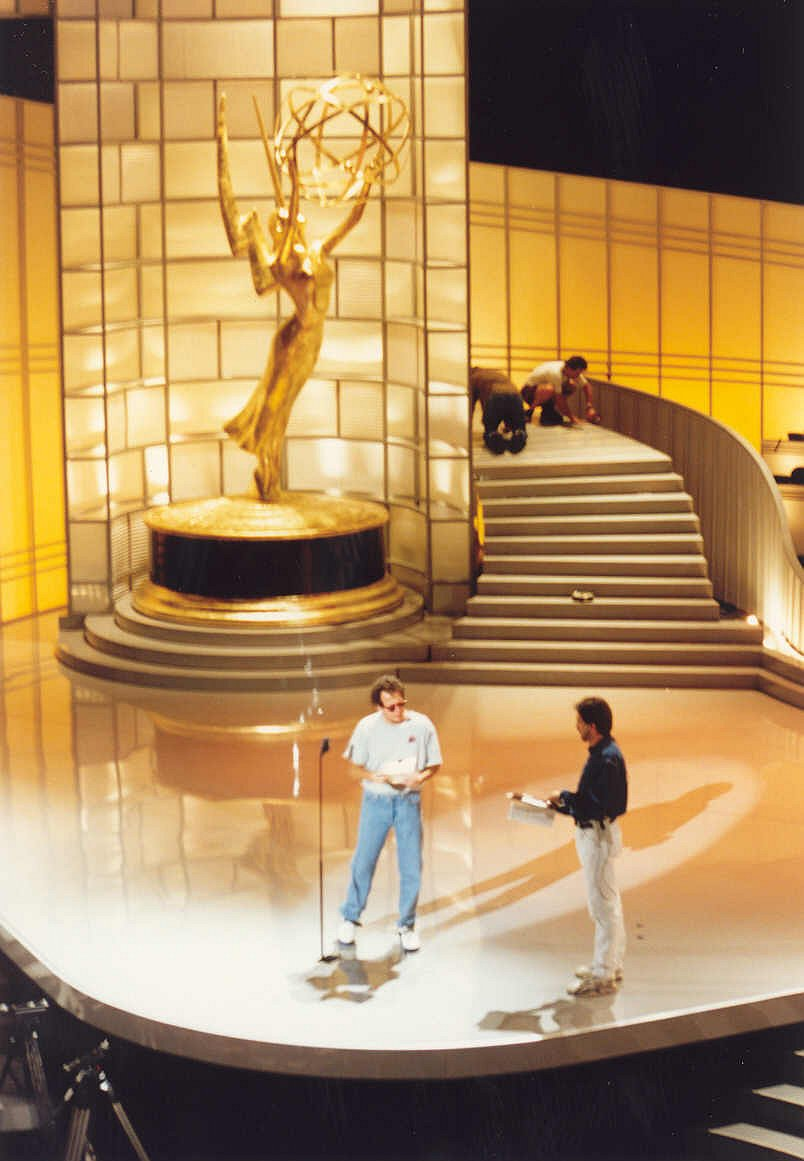
第45回プライムタイム・エミー賞の授賞式リハーサル 1993年

プライムタイム・エミー賞は2023年で75周年を迎えた。第1回表彰式は1949年1月25日にハリウッド・アスレチック・クラブで開催された。主催団体であるテレビ芸術科学アカデミーは、1946年にシド・キャシドによって設立された。
メインの授賞式以外に、主にスタッフを対象とした賞はプライムタイム・クリエイティブ・アート・エミー賞としてまとめられ、授賞式の1週間前に発表される。
プライムタイム・エミー賞の授賞式は2008年以来、毎年9月にPeacockシアターで行なわれている。
対象作品は前年6月1日から5月31日までの間、午後6時から午前2時の間に放送された番組で、全米の少なくとも50％の地域で放送されなければならない。また、ネット配信作品は、プライムタイム・エミー賞かデイタイム・エミー賞のどちらにエントリーするか選択できるが、どちらか片方にしかエントリーできない。
ノミネートを選択するための投票用紙は、6月にアカデミー会員に送られる。各グループの会員はそれぞれのカテゴリーでのみ候補者を決定するための投票ができる（作家は脚本賞に投票し、俳優は演技賞に投票する）。2025年現在、さまざまなテレビ業界の専門職26,000人が会員として31のグループに分類されている。
ケーブル番組は1988年にプライムタイム・エミー賞の対象となり、その後2013年にネットの配信番組が対象となった。

## 授賞式の放送
1955年から1965年までNBCで放送された。1966年から1986年まではCBS、ABC、NBCが各局持ち回りで放送していた。1987年から1992年まではFOXが放送した。1993年と1994年はABCが放送した。1995年からはFOX、ABC、CBS、NBCが4局持ち回りで放送している。
日本においては衛星放送のWOWOWが1991年の開局時からダイジェスト版を放送してきた。1990年以前は、エミー賞の存在自体がほとんど知られておらず、賞の結果すら報道されなかった。そして衛星放送の「AXN/アクションTV」が第55回（2003年）において初めて完全な形で放送した。その後、第68回（2016年）まで独占放送した。第69回（2017年）から第72回（2020年）は衛星放送の「FOXチャンネル」が独占放送した。第73回（2021年）からはネット配信の「U-NEXT」が独占配信している。
なお、AXN/アクションTV、FOXチャンネルともに事実上閉局しており、当時放送された日本語版は失われている。

## 部門
プライムタイム・エミー賞には数多くの賞が存在するが、メインの授賞式で発表される主要部門以外はプライムタイム・クリエイティブ・アート・エミー賞（Primetime Creative Arts Emmy Awards）として1週間前に受賞者が発表される。
メインの授賞式で発表される主要部門のうち、特に「コメディ・シリーズ部門」「ドラマ・シリーズ部門」「リミテッド・シリーズ部門」は主要３部門とされており、この3部門の作品賞、演技賞、監督賞、脚本賞は特に注目される。

### プライムタイム・エミー賞
プライムタイム・エミー賞は以下の部門に対して贈られる。
- 作品賞 (Programs)
  - コメディ・シリーズ部門
  - ドラマ・シリーズ部門
  - リミテッド・シリーズ部門 [14]
  - リアリティ・コンペティション部門 (Outstanding Reality Competition ProgramOutstanding Competition Program)
  - スクリプテッド・バラエティ・シリーズ部門 (Outstanding Scripted Variety Series)
  - トーク・シリーズ部門 (Outstanding Talk Series)
  - テレビ映画部門

- 監督賞 (Directing)
  - コメディ・シリーズ部門 (Outstanding Directing for a Comedy Series)
  - ドラマ・シリーズ部門 (Outstanding Directing for a Drama Series)
  - リミテッド/アンソロジー・シリーズ/テレビ映画部門 (Outstanding Directing for a Limited or Anthology Series or Movie)
  - バラエティ・シリーズ部門 (Outstanding Directing for a Variety Series)

- 脚本賞 (Writing)
  - コメディ・シリーズ部門 (Outstanding Writing for a Comedy Series)
  - ドラマ・シリーズ部門 (Writing for a Drama Series)
  - リミテッド/アンソロジー・シリーズ/テレビ映画部門 (Outstanding Writing for a Limited or Anthology Series or Movie)
  - バラエティ・シリーズ部門 (Outstanding Writing for a Variety Series)

- 演技賞
  - 主演男優賞
    - コメディ・シリーズ部門 (Outstanding Lead Actor in a Comedy Series)
    - ドラマ・シリーズ部門 (Outstanding Lead Actor in a Drama Series)
    - リミテッド/アンソロジー・シリーズ/テレビ映画部門 (Outstanding Lead Actor in a Limited or Anthology Series or Movie)

  - 主演女優賞
    - コメディ・シリーズ部門 (Outstanding Lead Actress in a Comedy Series)
    - ドラマ・シリーズ部門 (Outstanding Lead Actress in a Drama Series)
    - リミテッド/アンソロジー・シリーズ/テレビ映画部門 (Outstanding Lead Actress in a Limited or Anthology Series or Movie)

  - 助演男優賞
    - コメディ・シリーズ部門(Outstanding Supporting Actor in a Comedy Series)
    - ドラマ・シリーズ部門 (Outstanding Supporting Actor in a Drama Series)
    - リミテッド/アンソロジー・シリーズ/テレビ映画部門 (Outstanding Supporting Actor in a Limited or Anthology Series or Movie)

  - 助演女優賞
    - コメディ・シリーズ部門 (Outstanding Supporting Actress in a Comedy Series)
    - ドラマ・シリーズ部門 (Outstanding Supporting Actress in a Drama Series)
    - リミテッド/アンソロジー・シリーズ/テレビ映画部門 (Outstanding Supporting Actress in a Limited or Anthology Series or Movie)

プライムタイム・クリエイティブ・アート・エミー賞は以下の部門に対して贈られる
- 作品賞 (Programs)
  - ドキュメンタリー/ノンフィクション・シリーズ部門 (Outstanding Documentary or Nonfiction Series)
  - ドキュメンタリー/ノンフィクション・スペシャル部門 (Outstanding Documentary or Nonfiction Special)
  - 新興メディア番組部門 (Outstanding Emerging Media Program)
  - ドキュメンタリー映画製作特別貢献賞 (Exceptional Merit in Documentary Filmmaking)
  - ゲームショー部門 (Outstanding Game Show)
  - ホステッドノンフィクション・シリーズ/スペシャル部門 (Outstanding Hosted Nonfiction Series or Special)
  - 短編コメディ/ドラマ/バラエティ・シリーズ部門 (Outstanding Short Form Comedy, Drama or Variety Series)
  - 短編ノンフィクション/リアリティ・シリーズ部門 (Outstanding Short Form Nonfiction or Reality Series)
  - 構成のあるリアリティ部門 (Outstanding Structured Reality Program)
  - 構成のないリアリティ部門 (Outstanding Unstructured Reality Program)
  - バラエティ・スペシャル（生放送）部門 (Outstanding Variety Special (Live))
  - バラエティ・スペシャル（録画）部門 (Outstanding Variety Special (Pre-Recorded))

- 演技賞 (Acting)
  - ゲスト男優賞ドラマ・シリーズ部門 (Outstanding Guest Actor in a Drama Series)
  - ゲスト男優賞コメディ・シリーズ部門 (Outstanding Guest Actor in a Comedy Series)
  - ゲスト女優賞ドラマ・シリーズ部門 (Outstanding Guest Actress in a Drama Series)
  - ゲスト女優賞コメディ・シリーズ部門 (Outstanding Guest Actress in a Comedy Series)
  - 男優賞（短編コメディ/ドラマ・シリーズ）部門 (Outstanding Actor in a Short Form Comedy or Drama Series)
  - 女優賞（短編コメディ/ドラマ・シリーズ）部門 (Outstanding Actress in a Short Form Comedy or Drama Series)
  - 声優部門 (Outstanding Character Voice-Over Performance)
  - ナレーション部門 (Outstanding Narrator)

- アニメーション賞
  - アニメーション部門 (Outstanding Animated Program)
  - 短編アニメーション部門 (Outstanding Short Form Animated Program)
  - アニメーション特別貢献部門 (Outstanding Individual Achievement in Animation)

- キャスティング賞 (Casting)
  - コメディ・シリーズ部門 (Casting for a Comedy Series)
  - ドラマ・シリーズ部門 (Casting for a Drama Series)
  - リミテッド/アンソロジー・シリーズ/テレビ映画部門 (Outstanding Casting for a Limited or Anthology Series or Movie)
  - リアリティ部門 (Outstanding Casting for a Reality Program）

- 振付 (Choreography)
  - 脚本のある番組部門 (Outstanding Choreography for Scripted Programming)
  - バラエティ/リアリティ部門 (Outstanding Choreography for Variety and Reality Programming)

- 撮影賞 (Cinematography)
  - リミテッド/アンソロジー・シリーズ/テレビ映画部門 (Outstanding Cinematography for a Limited or Anthology Series or Movie)
  - ノンフィクション部門 (Outstanding Cinematography for a Nonfiction Program)
  - リアリティ部門 (Outstanding Cinematography for a Reality Program)
  - シリーズ番組（30分）部門 (Outstanding Cinematography for a Series (Half-Hour))
  - シリーズ番組（1時間）部門 (Outstanding Cinematography for a Series (One Hour))

- コマーシャル賞 (Commercial)
  - コマーシャル部門 (Outstanding Commercial)

- 衣装賞 (Costumes)
  - 現代劇部門 (Outstanding Contemporary Costumes
  - 歴史劇部門 (Outstanding Period Costumes
  - ファンタジー/SF部門 (Outstanding Fantasy/Sci-Fi Costumes
  - バラエティ/ノンフィクション/リアリティ部門(Outstanding Costumes for a Variety, Nonfiction, or Reality Programming)

- 演出監督賞 (Directing)
  - ドキュメンタリー/ノンフィクション部門 (Outstanding Directing for a Documentary/Nonfiction Program)
  - リアリティ部門 (Outstanding Directing for a Reality Program)
  - バラエティ・スペシャル部門 (Outstanding Directing for a Variety Special)

- ヘアスタイリング賞 (Hairstyling)
  - 現代劇部門 (Outstanding Contemporary Hairstyling
  - 歴史劇/キャラクター部門 (Outstanding Period and/or Character Hairstyling)
  - バラエティ/ノンフィクション/リアリティ部門 (Outstanding Hairstyling for a Variety, Nonfiction or Reality Program)

- ホスト賞 (Hosting)
  - ゲームショー部門 (Outstanding Host for a Game Show)
  - リアリティ/コンペティション部門 (Outstanding Host for a Reality or Competition Program)

- 照明賞 (Lightig Design/Direction)
  - バラエティ・シリーズ部門 (Outstanding Lighting Design/Lighting Direction for a Variety Series)
  - バラエティ・スペシャル部門 (Outstanding Lighting Design/Lighting Direction for a Variety Special)

- メインタイトルデザイン賞 (Main Title Design)
  - メインタイトルデザイン部門 (Outstanding Main Title Design)

- メイクアップ賞 (Makeup)
  - 現代劇（非人工装具）部門 (Outstanding Contemporary Makeup (Non-Prosthetic))
  - 人工装具部門 (Outstanding Prosthetic Makeup)
  - バラエティ/ノンフィクション/リアリティ部門 (Outstanding Makeup for a Variety, Nonfiction or Reality Program)

- 音楽賞 (Music)
  - ドキュメンタリー・シリーズ/スペシャル部門 (Outstanding Music Composition for a Documentary Series or Special)
  - リミテッド/アンソロジー・シリーズ/テレビ映画/スペシャル部門 (Outstanding Music Composition for a Limited or Anthology Series, Movie or Special)
  - シリーズ音楽構成部門 (Outstanding Music Composition for a Series)
  - 音楽監督部門 (Outstanding Music Direction)
  - 音楽監修部門 (Outstanding Music Supervision)
  - オリジナル・メインタイトル・テーマ音楽部門 (Outstanding Original Main Title Theme Music)
  - 歌曲部門 (Outstanding Original Music and Lyrics)

- 編集賞 (Picture Editing)
  - コメディ・シリーズ（マルチカメラ）部門 (Outstanding Picture Editing for a Multi-Camera Comedy Series)
  - コメディ・シリーズ（シングルカメラ）部門 (Outstanding Picture Editing for a Single-Camera Comedy Series)
  - ドラマ・シリーズ部門 (Outstanding Picture Editing for a Drama Series)
  - リミテッド/アンソロジー・シリーズ/テレビ映画部門 (Outstanding Picture Editing for a Limited or Anthology Series or Movie)
  - ノンフィクション部門 (Outstanding Picture Editing for a Nonfiction Program)
  - ストラクチャード・リアリティ/コンペティション部門 (Outstanding Picture Editing for a Structured Reality or Competition Program)
  - アンストラクチャード・リアリティ部門 (Outstanding Picture Editing for an Unstructured Reality Program）
  - バラエティ部門 (Outstanding Picture Editing for Variety Programming)

- プロダクションデザイン賞 (Production Design)
  - 現代劇物語（1時間以上）部門 (Outstanding Production Design for a Narrative Contemporary Program (One Hour or More))
  - 歴史劇物語/ファンタジー部門（1時間以上） (Outstanding Production Design for a Narrative Period or Fantasy Program (One Hour or More))
  - 物語（30分以内）部門 (Outstanding Production Design for a Narrative Program (Half-Hour or Less))
  - バラエティ/リアリティ・シリーズ部門 (Outstanding Production Design for a Variety or Reality Series)
  - バラエティ・スペシャル部門 (Outstanding Production Design for a Variety Special)

- 音響編集賞 (Sound Editing)
  - コメディ/ドラマ・シリーズ（1時間）部門 (Outstanding Sound Editing for a Comedy or Drama Series (One-Hour)
  - コメディ/ドラマ・シリーズ（30分）/アニメーション部門 (Outstanding Sound Editing for a Comedy or Drama Series (Half-Hour) and Animation)
  - リミテッド/アンソロジー・シリーズ/テレビ映画部門 (Outstanding Sound Editing for a Limited or Anthology Series, Movie or Special)
  - ノンフィクション/リアリティ（シングル/マルチカメラ）部門 (Outstanding Sound Editing for a Nonfiction or Reality Program (Single or Multi-Camera))

- 音響賞 (Sound Mixing)
  - コメディ/ドラマ・シリーズ部門(1時間) (Outstanding Sound Mixing for a Comedy or Drama Series (One-Hour))
  - コメディ/ドラマ・シリーズ(30分)およびアニメーション部門 (Outstanding Sound Mixing for a Comedy or Drama Series (Half-Hour) and Animation)
  - リミテッド・シリーズ/テレビ映画部門 (Outstanding Sound Mixing for a Limited Series or a Movie)
  - バラエティ・シリーズ/スペシャル部門 (Outstanding Sound Mixing for a Variety Series or Special)
  - ノンフィクション部門 (Outstanding Sound Mixing for Nonfiction Programming)

- 視覚効果賞 (Special and visual effects)
  - 特殊視覚効果（シーズン/テレビ映画）部門 (Outstanding Special Visual Effects in a Season or a Movie)
  - 特殊視覚効果（1エピソード）部門 (Outstanding Special Visual Effects in a Single Episode)

- スタント・コーディネーション賞 (Stunt Coordination)
  - スタント・コーディネーション部門 (Outstanding Stunt Coordination)
  - スタント・パフォーマンス部門 (Outstanding Stunt Performance)

- 技術監督賞 (Technical Direction)
  - 技術監督/カメラワーク/ビデオコントロール（シリーズ）部門 (Outstanding Technical Direction, Camerawork, Video Control for a Series)
  - 技術監督/カメラワーク/ビデオコントロール（スペシャル）部門 (Outstanding Technical Direction, Camerawork, Video Control for a Special)

- 脚本賞 (Writing)
  - ノンフィクション部門 (Outstanding Writing for a Nonfiction Programming)
  - バラエティ・スペシャル部門 (Outstanding Writing for a Variety Special)